# Фридрих II (пфальцграф Саксонии)
Фридрих II Гозекский (нем. Friedrich II. von Goseck; 1025/1030 — 27 мая 1088) — граф Гозека, фогт Херсфельда, с 1056 года — пфальцграф Саксонии. Младший сын пфальцграфа Фридриха I Гозекского и его жены Агнессы Веймарской.
От отца унаследовал графство Гозек, от убитого в 1056 году брата Дедо — пфальцграфство Саксонии.
Как верный сторонник императора Генриха IV получил от него право чеканки монеты в Зульце (1064).
После смерти брата, архиепископа Адальберта Бременского (1072), рассорился с императором и перешёл в оппозицию.
За участие в Саксонской войне 1073/1074 на стороне противников Салической династии был сослан в Павию, где провёл около трёх лет.
В 1078 году принимал участие в битве при Мелльрихштадте на стороне антикороля Рудольфа, командовал саксонским войском. После смерти Рудольфа Швабского помирился с императором, что дало ему возможность сохранить пфальцграфство.
Не позднее 1063 года Фридрих II женился на Гедвиге Баварской. У них был единственный сын — Фридрих III, погибший в 1085 году на охоте. Его сын Фридрих IV, родившийся после смерти отца, унаследовал владения деда.